# Infrastructure as a Service
Infrastructure as a Service (IaaS) は、インターネットを利用したコンピュータの利用形態である。IaaSでは、コンピュータシステムを構築および稼動させるための基盤（仮想マシンやネットワークなどのインフラ）そのものを、インターネット経由のサービスとして提供する。
IaaSはクラウドコンピューティングサービスの1種類（または1要素）としてSaaSやPaaSに並ぶものとされ、PaaSの発展系ともされる。IaaSは当初はHardware as a Service (HaaS)とも呼ばれていた。ただしHaaSは単なるハードウェアリソース（ハードディスクなど）の、インターネット経由のサービスとしての提供とされる場合もある。

## 読み方
IaaSをどう読むかは定まっていない。
発音例：
- イアース[1][2][3]
- アイアス[1][3]
- アイアース[4][5]
- イァース[5]
- 英語圏居住者の発音[6][7][8][9]

## 概要
IaaSは、仮想化されたプラットフォームなどのコンピュータ基盤を、インターネット経由のサービスとして提供するものである。提供される「仮想化された基盤のスタック」は、サービス化の潮流の一例であり、多くの特色を持つ。ユーザーはサーバやソフトウェアやデータセンターのスペースなどを自分で購入する代わりに、完全にアウトソースされたサービスとして購入する。そのサービスは典型的にはユーティリティ・コンピューティングをベースとして、利用レベルに応じた従量制で課金される。それはウェブホスティングやサーバ仮想化の進化系である。
結果、IaaSを利用してシステム構築しようとする者は、"仮想サーバ"上で下記の選択が可能となる。
- オペレーティングシステム
- CPU
- 主記憶装置（メインメモリ）
- 補助記憶装置（ストレージ）: ハードディスクドライブ (HDD)やソリッドステートドライブ (SSD)など

## 歴史
HaaSという言葉は2006年3月 エコノミストのNicholas Carrによって最初に使われたが、IaaSという言葉に取って代わられた。IaaSは2006年の後半にSavvis、BlueLock、ZDNet、Tier 3などによって使い始められ普及した。